# Farsa
 Ovo je glavno značenje pojma Farsa. Za druga značenja pogledajte Farsa (razdvojba).
Farsa (franc. farce), naziv za lakrdiju, šaljivu scensku igru, odnosno lakomislenu i vulgarnu komediju. ↓1

## Farsa kao književna i kazališna vrsta
Farsa je kratak, veseo kazališni komad u kojemu je humor grub, drastičan i jeftin. Riječ farce značila je u francuskom jeziku najprije nadjev, sjeckano meso, povrće, žitarice, kruh, začin itd. kojim se punila pečena živad; kasnije ona počinje metaforički označavati scenski »začin«, tj. različite bufonerije, burleske, harlekinade i slično, koje su se kao međuigra umetale u srednjovjekovna crkvena prikazanja, da bi se razbila monotonija njihove naivno-otužne biblijske i hagiografske tematike. ↓2 Srednjovjekovno je poluliturgijsko kazalište ograničeno na određeno doba godine, vezano uz crkvene blagdane, i nije repertoarnih obilježja. U nas se taj tip predstava što ga nazivamo prikazanje (skazanje) razvio iz pučkih pobožnosti, zatim tzv. »plačeva« i dijaloških pjesama u 14. i 15. stoljeću. Organizirani oblici profanoga mima pretvaraju se postepeno u posebni segment srednjovjekovnoga kazališta. Tako nastaju farse, sotije, intermezzi i dr. Profesionalni glumci crpu svoje teme iz svakodnevnog života, prikazujući u farsama drastično-naturalističkim načinom bračne peripetije, sudsku praksu itd. ↓3 Marin Držić, Molière, Carlo Goldoni, Johann Nestroy, Eugène Labiche i Georges Feydeau svojim su se farsama svrstali među najpoznatije pisce ove književne i kazališne vrste.

## Farsa u liturgijskoj glazbi
Farsa (lat. farcire = popuniti, ispuniti) je u starokršćanskoj glazbi bio naziv za jednu od mnogih vrsta tzv. tropiranja. Pod tropiranjem se razumijeva umetanje novih tekstovnih odlomaka, a katkad i novih melodija, u službene liturgijske tekstove. Takvi se umetci susreću od 9. do 13. stoljeća. ↓4 Tropirali su se gotovo svi dijelovi ordinarija i proprija mise te časoslova. Budući da su se tropi usklađivali s formom i stilskim značajkama gregorijanske melodije kojoj su dodani, a prilagođavali su se i ukusu vremena, to je nastao čitav niz oblika. Srednjovjekovni pisci i crkveni glazbenici su ih pored općenitije oznake tropus nazivali i laudes, laudes festivae (jer su se tropi pjevali većinom za većih, svečanijih služba), zatim farsa, neuma, versus (kasnije versus intercalares), prosa, prosula itd. ↓5 Tridentski koncil je ukinuo praksu tropiranja.

## Farsa u svjetovnoj glazbi
Krajem 18. i početkom 19. stoljeća je u Italiji, točnije u Veneciji bila vrlo popularna farsa ili farsetta, podvrsta komične opere. Bile su to uglavnom šaljive jednočinke, katkada i s kraćim baletnim prizorima. Izvodile su se u venecijanskom kazalištu San Moisè (Teatro San Moisè), često u vrijeme poznatoga karnevala. Njemački skladatelj Johann Simon Mayr, koji je živio i djelovao u sjevernoj Italiji, pored brojnih je vokalnih i koncertnih instrumentalnih djela te »ozbiljnih« opera napisao i tridesetak farsa. Gioachino Rossini je također napisao nekoliko farsa, od kojih se neke još i danas izvode: La cambiale di matrimonio (Bračna mjenica, 1810.), L’inganno felice (Uspješna obmana, 1812.), La scala di seta (Svilene ljestve, 1812.), L’occasione fa il ladro (Prilika čini lopova, 1812.), Il Signor Bruschino (Gospodin Bruschino, 1813.) i Adina (1818.).